# Ukrajinska helsinška grupa
Ukrajinska helsinška grupa (ukr. Українська громадська група сприяння виконанню Гельсінських угод); skraćenica UHG; je nevladina organizacija osnovana u Ukrajini 1976. godine. Grupa je bila specijalizirana za promatranje dosljednog provođenja sovjetskih zakona i štićenja osnovnih ljudskih prava u Sovjetskoj Ukrajini.
Grupa je funkcionirala do 1981. godine kada su svi njezini ključni akteri pritvoreni ili protjerani. Dvadeset i četiri od trideset i devet članova UHG-a je uhićeno te im je dosuđena kazna zatvora u ukupnom trajanju od 170 godina. Njih šestero, uključujući i predvodnika Mikolu Rudenka, bili su prisiljeni emigrirati, a četvero ih je umrlo u Gulagu.  

## Disidencija u Sovjetskoj Ukrajini
U Sovjetskoj Ukrajini nakon Drugog svjetskog rata stasala je talentirana grupa mladih ukrajinskih intelektualaca čije je grupno ime glasilo Šistdesjatniki (Šezdesetičari), prema generaciji iz šezdesetih godina. Oni su bili javni buntovnici protiv represivnog sovjetskog partijskog režima, a svoja su politička stajališta iznosili kroz umjetničko izražavanje te su ujedno osuđivali konformizam kod starijih kolega. 
Među Šistdesjatnikima su se posebno isticali sljedeći intelektualci: pjesnici Ivan Drač, Lina Kostenko, Dmitro Pavličko, Vasilj Simonenko i Mikola Vinhranovskij; prozaici Volodimir Drozd, Valerij Ševčuk, Vasilj Stus i Grigir Tjutjunnik; književni kritičar Ivan Dzjuba; filmski redatelj Sergij Paradžanov; kazališni redatelj Les Tanjuk; umjetnici Alla Gorska, Galina Sevruk i Panas Zalivaha, ali i mnogi drugi uglednici poput Vjačeslava Čornovila i Levka Lukjanenka.
Pripadnici Šistdesjatnika imali su različite odnose s vlastima, neki su sudjelovali u određenim vladinim aktivnostima, drugi su trpjeli posljedice režima, a neki su bili prisiljeni djelovati u izolaciji. Svi oni imali su bitan utjecaj na predstavljanje modernije ukrajinske kulture, a njihovi demokratski istupi svejedno su proglašeni političkim disidentstvom.

## Osnovne karakteristike
Sredinom sedamdesetih ukrajinskim disidentima je u prilog išla pojačana međunarodna suradnja. U tom je periodu u finskom gradu Helsinkiju potpisan Finalni akt između Sovjetskog Saveza i 35 nacija Europske konferencije za sigurnost i suradnju. Sudionici su potvrdili posljeratne europske međunarodne granice te su ujedno podržali službena promatranja osnovnih ljudskih prava u cijeloj Europi. 
U Ukrajini je za promicanje osnovnih ljudskih prava u sklopu Helsinškog sporazuma bila zadužena Ukrajinska helsinška grupa odnosno UHG. UHG je ujedinio pojedine grupacije disidenata, a predvodio ga je cijenjeni sovjetski veteran i pisac Mikola Rudenko. Članstvo UHG-a, između ostalih, sastojalo se od političkih zatvorenika iz vremena Staljinovog režima, disidenata iz šezdesetih godina, sljedbenika zabranjenih ukrajinskih crkvenih institucija, ostali pripadnici etničkih i religijskih manjina te prethodno pritvoreni baptistički vođa Petr Vins. 
Ujedinjen u borbi za očuvanje građanskih i nacionalnih prava, UHG je surađivao sa svojim imenjacima u Rusiji, Litvi, Gruziji i Armeniji. U duhu legalističke filozofije, UHG je inzistirao da djeluje otvoreno te je do 1980. imao više od šezdeset deklaracija, apela i biltena, koji su bilježili pojavu nasilja i ugrožavanje ljudskih i nacionalnih prava u Ukrajini. 

## Vanjske poveznice
- HISTORY OF DISSENT IN UKRAINE (eng.)  Arhivirana inačica izvorne stranice od 3. ožujka 2016. (Wayback Machine)
- 10th ANNIVERSARY OF THE UKRAINIAN HELSINKI GROUP (eng.)